# NSB Type 6a
Als norwegische Dampflokomotiven Type 6a wurden drei von Robert Stephenson in Newcastle, England, gebaute Schlepptender-Dampflokomotiven bezeichnet.

## Geschichte
Die Lokomotiven wurden 1879 mit den Fabriknummern 2355–2357 gebaut und der Bahnstrecke Oslo–Kongsvinger–Furumoen (Kongsvingerbanen – KB) zugewiesen. Ihre Inbetriebnahme erfolgte im Mai 1879. Die Type 6a gehört zu den ersten in Europa eingesetzten Mogul-Lokomotiven.
Die drei Lokomotiven wurden ab dem 1. Juli 1920 vom Distrikt Kristiania aus eingesetzt. Die 6a 26 wurde am 19. Februar 1923, 6a 27 am 10. November 1925 und 6a 28 am 26. Mai 1926 ausgemustert. Alle drei Lokomotiven wurden verschrottet.